# Шунема
Шунема — посёлок в Вельском районе Архангельской области, административный центр муниципального образования «Шадреньгское».

## География
Посёлок находится в южной части Архангельской области, в таёжной зоне, в пределах северной части Русской равнины,в 25 км к северо-западу от Вельска, по автомобильной дороге Вельск-Комсомольский, на левом берегу реки Вель (приток Ваги).
Часовой пояс
Шунема, как и вся Архангельская область, находится в часовой зоне МСК (московское время). Смещение применяемого времени относительно UTC составляет +3:00.

## Население
| 2002 | 2010 | 2012 | 2014 |
| ---- | ---- | ---- | ---- |
| 502  | ↘431 | ↗520 | ↘421 |

## История
Указан в «Списке населённых мест по сведениям 1859 года» в составе Вельского уезда(1-го стана) Вологодской губернии под номером «2214» как «Давыдовское(Шунема)». Деревня насчитывала 9 дворов, 32 жителя мужского пола и 26 женского.
В материалах оценочно-статистического исследования земель Вельского уезда упомянуто, что в 1900 году в административном отношении деревня входила в состав Шадринского сельского общества Есютинской волости. На момент переписи в селении Давыдовское(Шунема) находилось 19 хозяйств, в которых проживало 51 житель мужского пола и 68 женского.